# Le Rosier miraculeux
Le Rosier miraculeux (El rosal maravilloso), estrenado en los EE. UU. como The Wonderful Rose-Tree (El maravilloso rosal) y en el Reino Unido como  The Magical Rose Tree (El rosal mágico), es un cortometraje francés mudo de 1904 dirigido por Georges Méliès.

## Trama
Según la descripción del catálogo de Méliès:

El brahmán Iftikar, que goza de una gran reputación en la India, ha decidido hacer una creación que pondrá el sello a su renombre. Siembra algunas semillas sobre la alfombra, se postra y en el curso de sus invocaciones, en menos de un instante, los granos germinan. Un pequeño rosal crece y produce hermosas rosas. Ayudado por su sirviente, el brahmán hace con ellas un magnífico ramo, que se transforma en una sola rosa enorme. La flor abre sus pétalos y de su centro sale como una flecha una mujer joven y hermosa, a quien el brahmán se esfuerza por abrazar. Pero ella lo elude y baila una fascinante danza serpentina. Ella desaparece y el rosal vuelve a ocupar su lugar. Iftikar destruye el rosal y se confiesa vencido pues ha podido crear pero no conservar.

## Estreno y redescubrimiento
Le Rosier miraculeux, anunciado como basado en una leyenda del hinduismo, fue estrenado por Star Film Company de Méliès y está numerado 634–636 en sus catálogos. Se vendió tanto en blanco y negro como, a un precio más alto, una versión coloreada a mano. El catálogo de Méliès dice que la película "fue hecha especialmente para colorear. Su encanto y su delicada belleza son materialmente realzados por el colorido inteligente y armonioso de nuestros artistas”. La película se registró para los derechos de autor estadounidenses en la Biblioteca del Congreso el 11 de octubre de 1904.
La película se presumía perdida hasta la década del 2010, cuándo los documentalistas de Saving Brinton identificaron una única, dañada, pero casi completa copia en blanco y negro en una colección que había pertenecido a Frank Brinton, un showman ambulante del medio oeste estadounidense de la época de Méliès. En la colección Brinton también fue encontrada otra película de Méliès que se presumía perdida, Bouquet d'illusions. Le Rosier miraculeux fue exhibida, por primera vez desde su redescubrimiento, en el Festival de Cine Mudo de Pordenone en 2017.